# Michael Baldeh
Michael Joseph Baldeh († Juli 1965) war Politiker in der westafrikanischen britischen Kolonie Gambia.

## Leben
| Parlamentswahl | Stimmen | Stimmanteil |
| -------------- | ------- | ----------- |
| 1960           | 4.561   | 74,64 %     |
| 1962           | 1.683   | 54,66 %     |

Baldeh entstammte einer in den 1950ern und 1960 prominenten Familie in Upper Fullada East und war Angehöriger der Fulbe. Der römisch-katholische Lehrer war in den 1950ern politisch tätig, schwankte zwischen den Gambia Muslim Congress (GMC) und der Gambia Democratic Party (GDP). Vor der Wahl 1960 zum House of Representatives wurde er von der People’s Progressive Party (PPP) und der United Party (UP) als Kandidat des Wahlkreises Basse umworben. Obwohl er ursprünglich von der PPP, die auch die Gebühr für ihn bezahlt hatte, nominiert worden war, ließ er als Kandidat der UP in Basse aufstellen und wurde dort letztlich mit deutlicher Mehrheit gewählt.
Für die Wahl 1962 wurde er erneut von der UP aufgestellt und gewann auch diese Wahl für einen Sitz im Repräsentantenhaus. Ende 1963 lief er zu PPP über.
Baldeh starb im Juli 1965. Sein Sohn Bubacarr Michael Baldeh war später auch politisch aktiv.